# Boxtel
Boxtel es un municipio de la provincia de Brabante Septentrional en los Países Bajos, localizado en la histórica bailía de Bolduque. El 30 de abril de 2017 contaba con una población de 30.654 habitantes, con 65 km² de superficie, de los que 0,07 km² corresponden a la superficie ocupada por el agua, y una densidad de 481 h/km². En 1996 se agregó a Boxtel el antiguo municipio de Liempde, en tanto Gemonde, con algo más de dos mil habitantes, fue incorporado a Sint-Michielsgestel. Boxtel y Liempde, junto con la parroquia de Lennisheuven forman los principales núcleos de población del municipio.
Por el municipio discurre el río Dommel y la autopista A2, de Ámsterdam a Utrecht, Bolduque, Eindhoven y Maastrich hasta la frontera con Bélgica. 

## Galería de imágenes

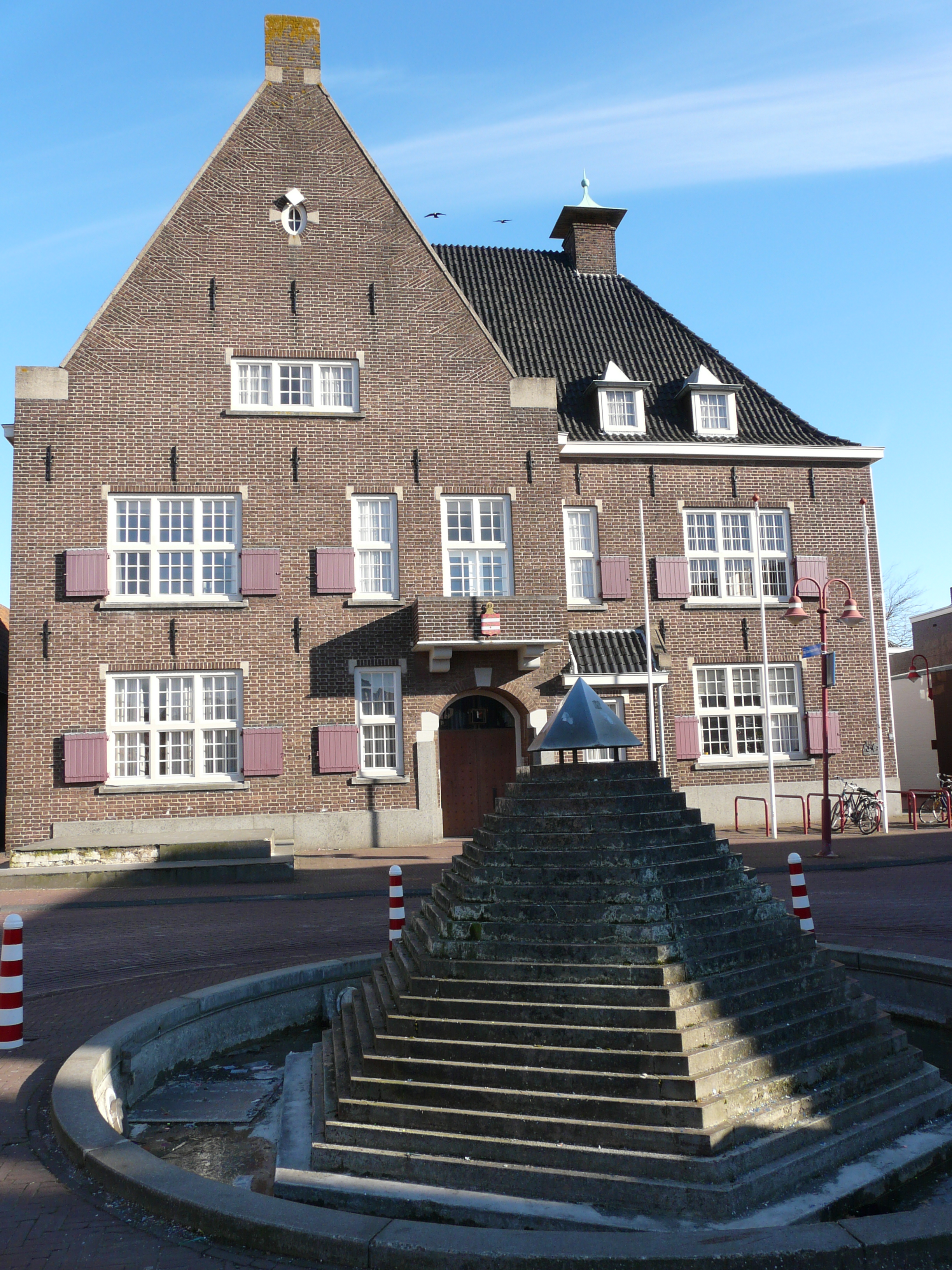
Boxtel: ayuntamiento
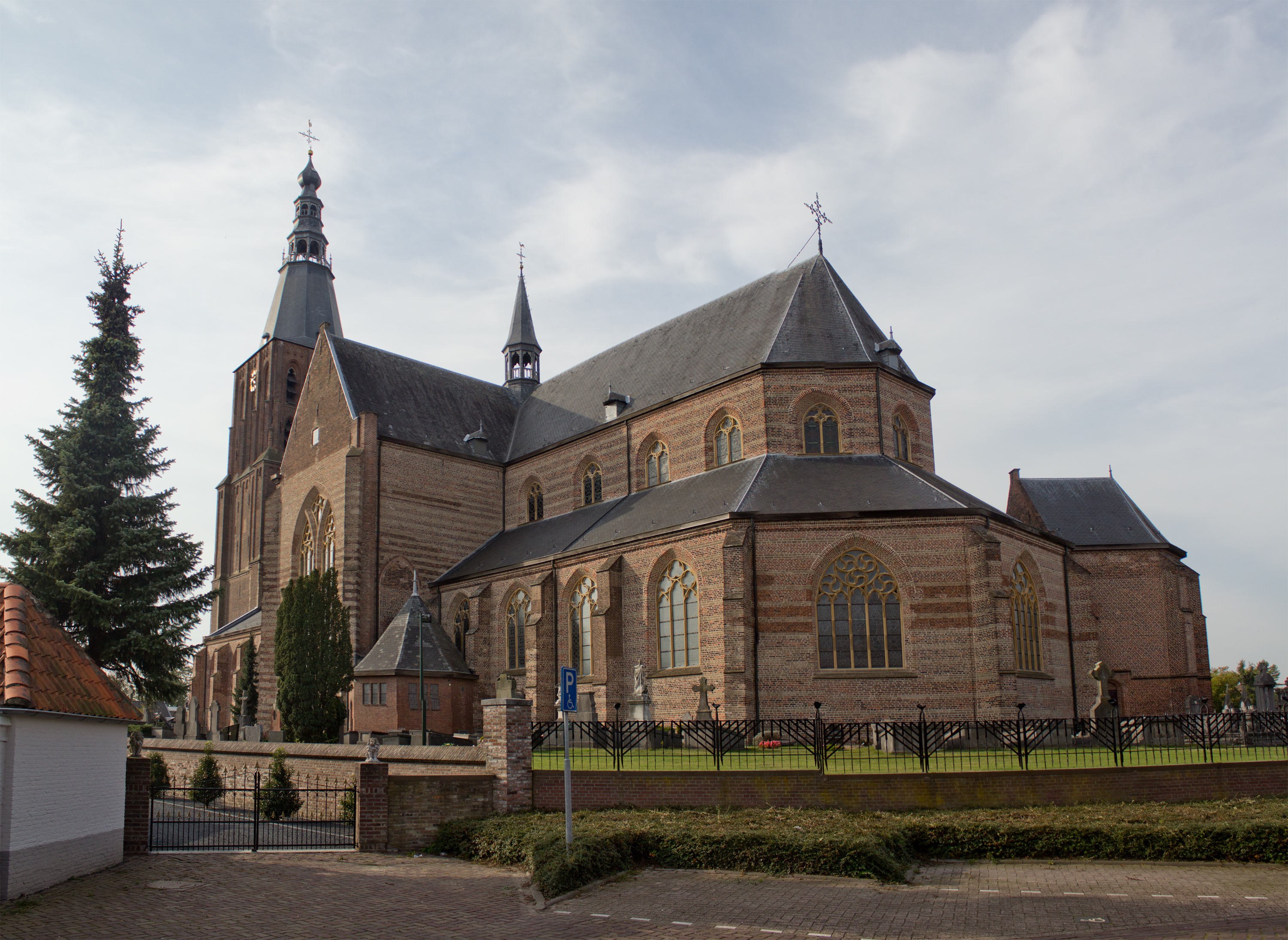
Iglesia (basílica) de la Cátedra de San Pedro en Antioquía, iniciada a finales del siglo XV en estilo tardogótico y reconstruida la nave en el siglo XIX.
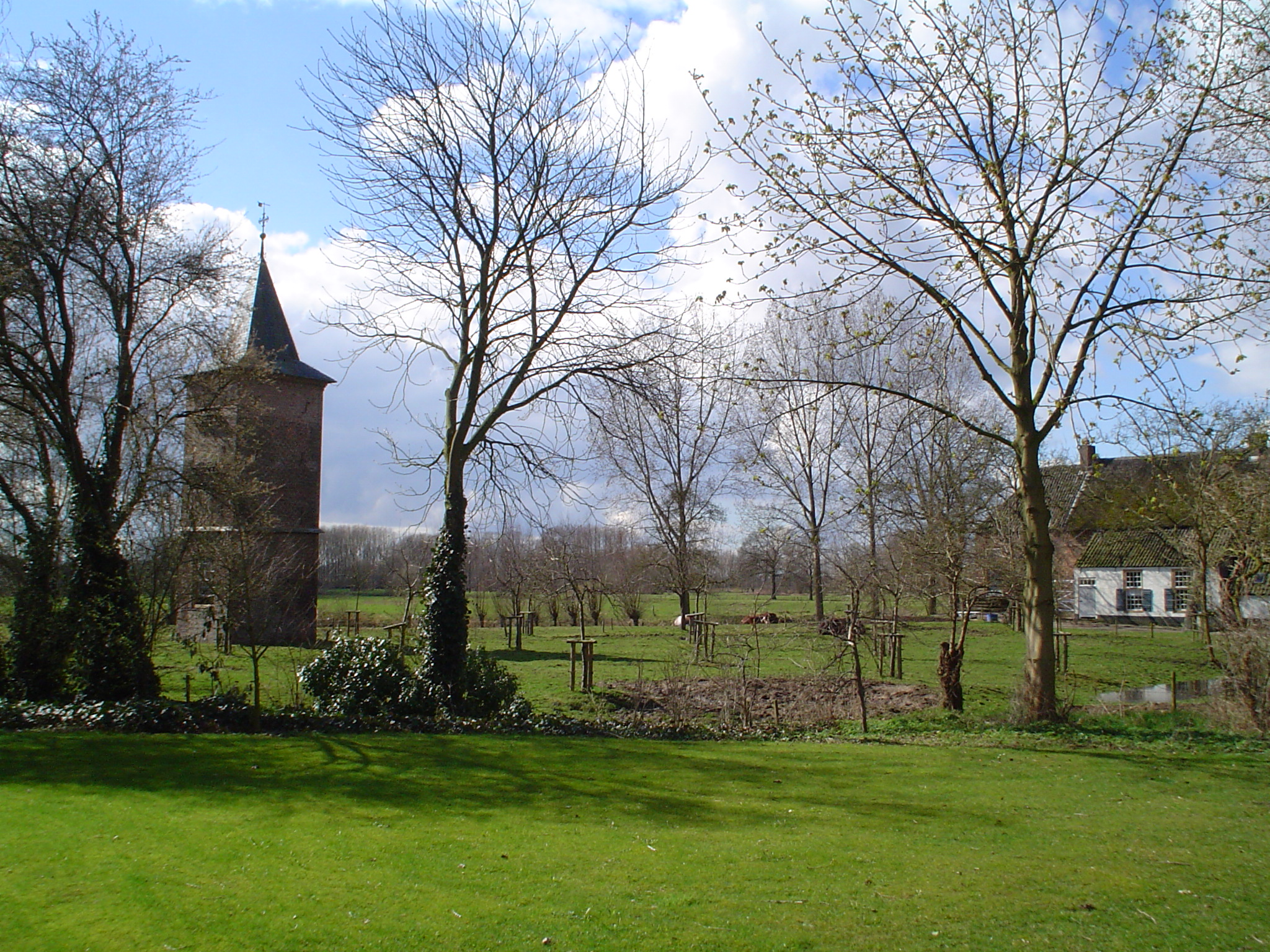
Kasteren (Liempde)
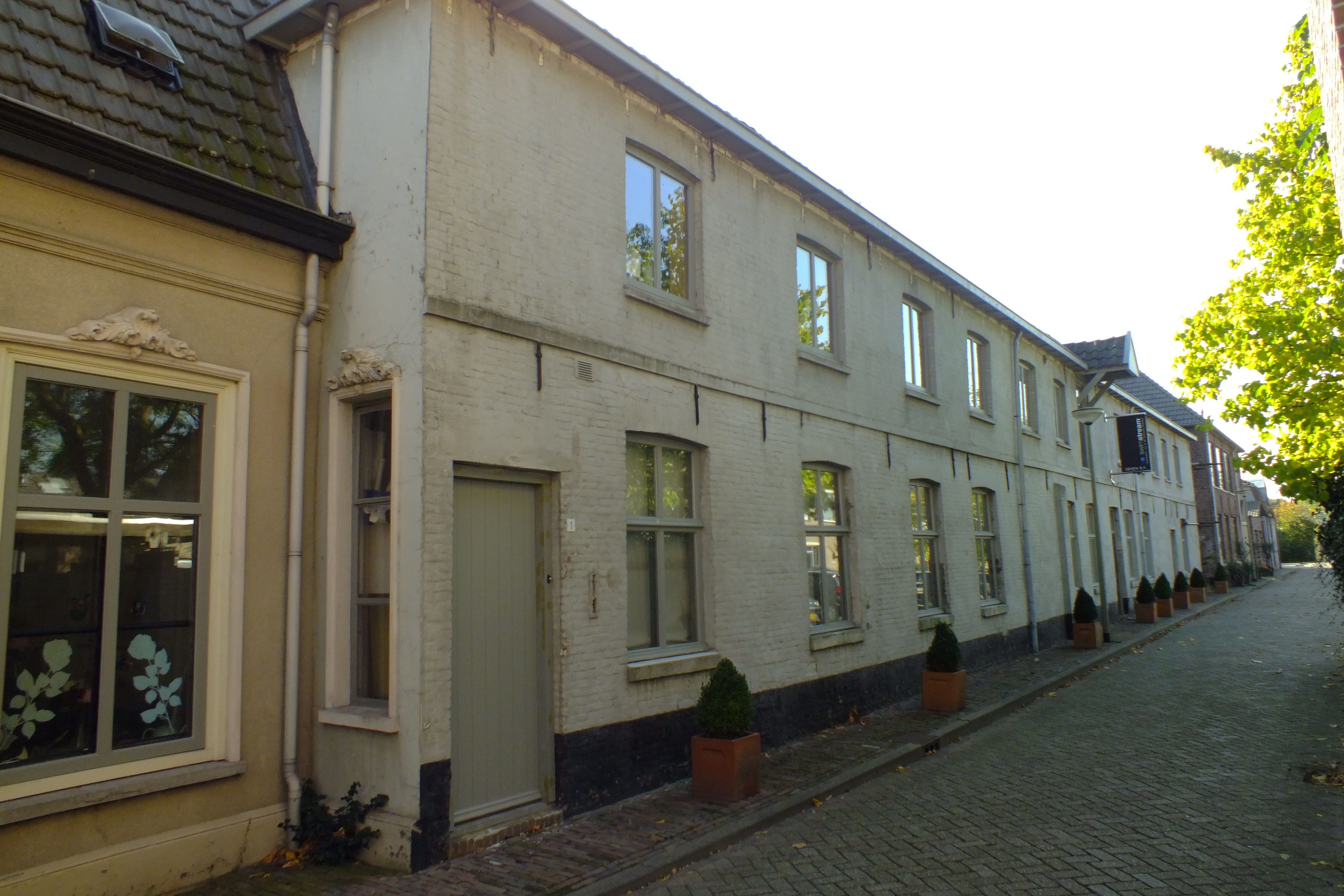
Fábrica textil. Hacia 1850
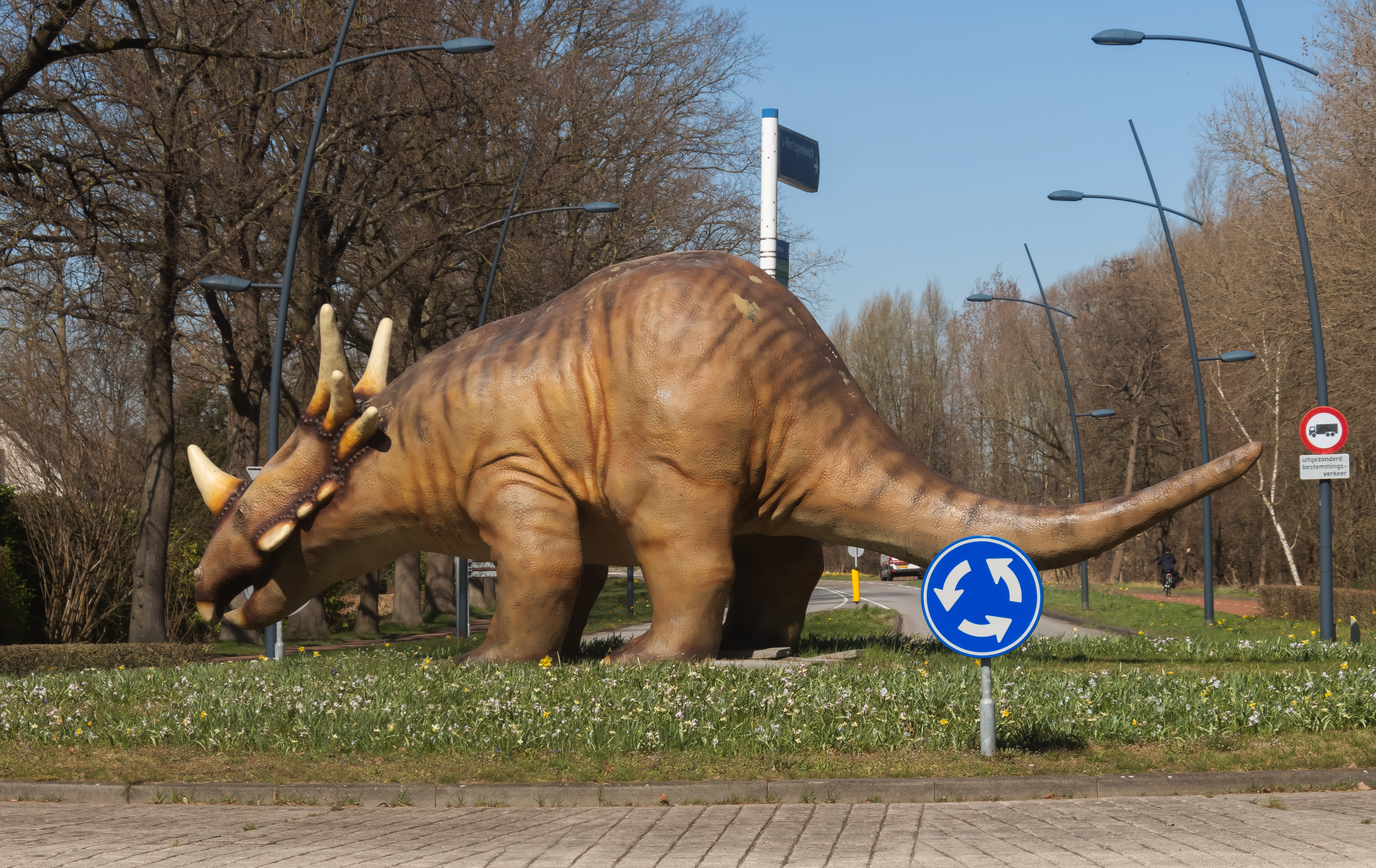
Boxtel, rotonda del dinosaurio
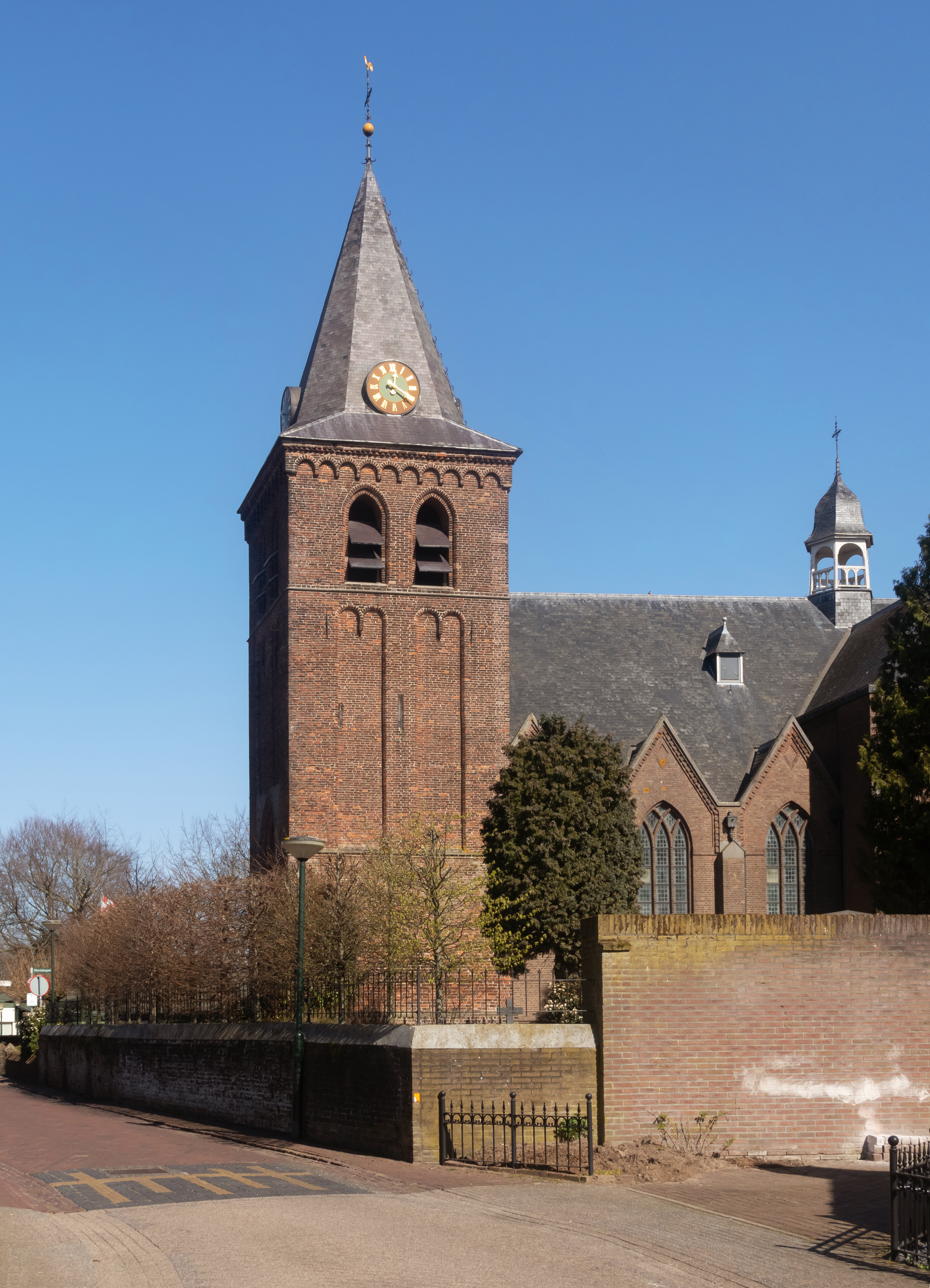
Esch, la iglesia: Sint-Willibrorduskerk